# ك. روب روبنسون
ك. روب روبنسون (بالإنجليزية: C. Robb Robinson)‏ هو سياسي أمريكي، ولد في 18 مايو 1922 في ناشفيل في الولايات المتحدة، وتوفي بنفس المكان في 9 نوفمبر 2006. انتخب عضو مجلس نواب تينيسي.